# Prince des Asturies
Pour un article plus général, voir Monarchie espagnole.
« Princesse des Asturies » redirige ici.  Pour les princesses des Asturies par mariage, voir Liste des épouses des princes des Asturies.
Le titre de prince ou princesse des Asturies est traditionnellement utilisé par l'héritier des trônes de Castille puis d'Espagne.  
Un décret royal du 21 janvier 1977 et la Constitution de 1978 lui ont donné un caractère officiel. L'actuelle princesse des Asturies est la princesse Leonor, fille aînée du roi Felipe VI et de la reine Letizia. 
Ce titre est, depuis l'union des différents États espagnols à la fin du Moyen Âge, associé à ceux traditionnellement portés par les héritiers de ces États :
- prince de Gérone (couronne d'Aragon) ;
- prince de Viane (royaume de Navarre) ;
- duc de Montblanc (couronne d'Aragon) ;
- comte de Cerbère  (couronne d'Aragon) ;
- seigneur de Balaguer (couronne d'Aragon).

## Historique
Le royaume des Asturies fut au début du VIIIe siècle le point de départ de la Reconquista.
Le titre de prince des Asturies apparaît au XIVe siècle dans le cadre du règlement de la crise de succession apparue entre Jean de Gand et Henri puis Jean de Trastamare à la mort du roi Pierre le Cruel. Les deux prétendants finirent par s'entendre au traité de Bayonne de 1388 : Catherine de Lancastre, fille unique de Jean de Gand et de Constance de Castille devait épouser l'héritier de Jean de Trastamare. Le couple était destiné à hériter du trône. Sur le modèle anglais, on forgea une principauté des Asturies, qui devrait assurer les revenus des deux héritiers. L'usage se perpétua par la suite. En cas de défaut d'héritier direct, le roi pouvait concéder le titre à un héritier présomptif. Dans tous les cas, l'héritier devait recevoir le serment de fidélité des Cortes de Castille afin de légitimer la succession.
Les princes des Asturies, comme ceux de Galles, possédaient au XVe siècle une véritable juridiction sur ce territoire : les revenus de la province leur appartenaient, ils pouvaient nommer les officiers royaux et agissaient en fait comme de véritables vice-rois. Les Rois catholiques réduisirent cette autonomie, ne laissant à leur fils Don Juan aucun pouvoir politique. Les Habsbourg et les Bourbon, leurs successeurs, ne revinrent pas sur cette décision et le titre devint purement honorifique.
Sous les Habsbourg, les différents royaumes de la monarchie catholique n'ayant pas été fusionnés, l'héritier devait porter le titre traditionnel de chacun des territoires. Pour simplifier la formule, on préférait donc le désigner comme « prince des Espagnes ». Cet usage disparut avec les Bourbons, qui supprimèrent tous les titres non castillans. Le dictateur Francisco Franco lui rendit une certaine actualité lorsqu'il choisit pour successeur l'infant Juan Carlos : ce dernier fut dès lors titré prince d'Espagne. Actuellement, l'héritière porte principalement le titre de princesse des Asturies et peut utiliser les autres titres qui lui sont associés.

## Situation actuelle
Conformément à l'article 57.2 de la Constitution espagnole, la personne située en première position dans l'ordre de succession à la Couronne d'Espagne est prince des Asturies (princesse dans sa forme féminine).

## Liste des princes et princesses des Asturies

### Royaume de Castille
| Prince                                            | Portrait | Héritier de     | Avènement                                                                                    | Perte du titre | Consorts                               | Armoiries |
| ------------------------------------------------- | -------- | --------------- | -------------------------------------------------------------------------------------------- | --- | -------------------------------------- | --------- |
| Henri de Trastamare (1379-1406)                   |          | Jean Ier        | 1388 (traité de Bayonne, création du titre)                                                  | 1390, mort de son père, avènement comme roi de Castille sous le nom de Henri III                                                                        | Catherine de Lancastre                 | ,.        |
| Marie de Trastamare (1401-1458)                   |          | Henri III       | 1401, fille aînée du précédent                                                               | 1405, naissance de son frère le suivant |                                        |           |
| Jean de Trastamare (1405-1454)                    |          | Henri III       | 1405, premier fils d'Henri III                                                               | 1406, mort de son père, avènement comme roi de Castille sous le nom de Jean II                                                                          |                                        |           |
| Catherine de Trastamare (1422-1424)               |          | Jean II         | 1422, fille aînée du précédent                                                               | 1424, meurt |                                        |           |
| Eléonore de Trastamare (-1425)                    |          | Jean II         | 1424, mort de sa sœur la précédente                                                          | 1425, meurt avant d'avoir reçu le serment des Cortes.                                                                                                   |                                        |           |
| Henri de Trastamare (1424-1474)                   |          | Jean II         | 1425, premier fils de Jean II                                                                | 1454 mort de son père, avènement comme roi de Castille sous le nom d'Henri IV                                                                           | Blanche de Navarre                     |           |
| Jeanne de Trastamare, la Beltraneja (1462-1530)   |          | Henri IV        | 1462, fille aînée du précédent                                                               | 1465, proclamation de son oncle le suivant en raison des doutes sur sa légitimité                                                                       |                                        |           |
| Alphonse de Trastamare (1453-1468)                |          | Henri IV        | 1464, proclamation comme héritier de son demi-frère Henri IV par la noblesse                 | 1468, meurt. |                                        |           |
| Isabelle de Trastamare, la Catholique (1451-1504) |          | Henri IV        | 1468, proclamation comme héritière de son demi-frère Henri IV par la noblesse                | 1470, rétablissement des droits de sa nièce Jeanne | Ferdinand II                           |           |
| Jeanne de Trastamare, la Beltraneja (1462-1530)   |          | Henri IV        | 1470, rétablie dans ses droits                                                               | 1474, mort de son père. Elle s'autoproclame reine sous le nom de « Jeanne Ire », en concurrence avec sa tante Isabelle qui l'évince finalement en 1479. |                                        |           |
| Isabelle de Trastamare (1470-1498)                |          | Isabelle Ire    | 1478, fille aînée d'Isabelle la Catholique                                                   | 1480, naissance de son frère le suivant |                                        |           |
| Jean de Trastamare (1480-1497)                    |          | Isabelle Ire    | 1480, premier fils d'Isabelle la catholique                                                  | 1497, meurt | Marguerite d'Autriche                  |           |
| Isabelle de Trastamare (1470-1498)                |          | Isabelle Ire    | 1497, mort de son frère le précédent                                                         | 1498, meurt en couches | Emmanuel Ier de Portugal               |           |
| Miguel de la Paz d'Aviz (1498-1500)               |          | Isabelle Ire    | 1498, mort de sa mère la précédente                                                          | 1500, meurt |                                        |           |
| Jeanne de Trastamare, la Folle (1479-1555)        |          | Isabelle Ire    | 1500, mort de son neveu le précédent                                                         | 1504, mort de sa mère, avènement comme reine de Castille sous le nom de Jeanne Ire                                                                      | Philippe de Habsbourg                  |           |
| Charles de Habsbourg, Charles Quint (1500-1558)   |          | Jeanne la Folle | 1504, avènement de sa mère la précédente                                                     | 1516, s'autoproclame co-roi de Castille du fait de l'infirmité de sa mère, sous le nom de Charles Ier (reconnu en 1518)                                 |                                        |           |
| Philippe de Habsbourg (1527-1598)                 |          | Charles Quint   | 1527, fils aîné du précédent, reçoit le serment des Cortes en 1528.                          | 1556, abdication de son père le précédent, avènement comme roi des Espagnes sous le nom de Philippe II                                                  | Marie-Manuelle de Portugal Marie Tudor | ,         |
| Carlos de Habsbourg (1545-1568)                   |          | Philippe II     | 1556, avènement de son père comme roi de Castille. Reçoit le serment des Cortes en 1560.     | 1568, meurt |                                        |           |
| Ferdinand de Habsbourg (1571-1578)                |          | Philippe II     | 1571, premier fils du quatrième mariage de Philippe II. Reçoit le serment des Cortes en 1573 | 1578, meurt |                                        |           |
| Diego de Habsbourg (1575-1582)                    |          | Philippe II     | 1578, mort de son frère le précédent. Reçoit le serment des Cortes en 1580                   | 1582, meurt |                                        |           |
| Philippe de Habsbourg (1578-1621)                 |          | Philippe II     | 1582, mort de son frère le précédent. Reçoit le serment des Cortes en 1584                   | 1598, mort de son père, avènement comme roi des Espagnes sous le nom de Philippe III.                                                                   |                                        |           |
| Philippe de Habsbourg (1605-1665)                 |          | Philippe III    | 1605, fils aîné de Philippe III. Reçoit le serment des Cortes en 1608.                       | 1621, mort de son père, avènement comme roi des Espagnes sous le nom de Philippe IV                                                                     | Elisabeth de France                    |           |
| Baltasar Carlos de Habsbourg (1629-1646)          |          | Philippe IV     | 1629, Fils aîné de Philippe IV. Reçoit le serment des Cortes en 1632.                        | 1646, meurt |                                        |           |
| Marie Thérèse de Habsbourg (1638-1683)            |          | Philippe IV     | 1646, mort de son frère le précédent. Reçoit le serment des Cortes en 1655.                  | 1658, proclamation de son demi-frère le suivant |                                        |           |
| Philippe de Habsbourg (1657-1661)                 |          | Philippe IV     | 1657, Fils aîné du second mariage de Philippe IV. Reçoit le serment des Cortes en 1658.      | 1661, meurt |                                        |           |
| Charles de Habsbourg (1661-1700)                  |          | Philippe IV     | 1661, mort de son frère le précédent. Reçoit le serment des Cortes la même année             | 1665, mort de son père, avènement comme roi des Espagnes sous le nom de Charles II                                                                      |                                        | ,         |

### Royaume d'Espagne
| Louis de Bourbon (1707-1724)                |               | Philippe V | 1707, fils ainé de Philippe V. Reçoit le serment des Cortes en 1709.                                                                          | 1724, abdication de son père, avènement comme roi d'Espagne sous le nom de Louis Ier | Louise Élisabeth d'Orléans    | [ 3 ] |
| Ferdinand de Bourbon (1713-1749)            |               | Philippe V | 1724, mort de son frère le précédent et retour sur le trône de leur père Philippe V. Reçoit le serment des Cortes la même année.              | 1746, mort de son père, avènement comme roi d'Espagne sous le nom de Ferdinand VI | Marie-Barbara de Portugal     |       |
| Charles de Bourbon (1748-1819)              |               | Charles III | 1759, Avènement de son père Charles des Deux-Siciles, frère des précédents comme roi d'Espagne. Reçoit le serment des Cortes en 1760.         | 1788, mort de son père, avènement comme roi d'Espagne sous le nom de Charles IV | Marie-Louise de Bourbon-Parme |       |
| Ferdinand de Bourbon (1784-1833)            |               | Charles IV | 1788, Avènement de son père. Reçoit le serment des Cortès en 1789.                                                                            | 1808, abdication de son père, avènement comme roi d'Espagne sous le nom de Ferdinand VII |                               |       |
| Isabelle de Bourbon (1830-1833)             |               | Ferdinand VII | 1830, fille ainée de Ferdinand VII. Titrée princesse des Asturies par décret à sa naissance, elle n'est reconnue comme telle qu'en juin 1833. | septembre 1833, mort de son père, avènement comme reine d'Espagne sous le nom d'Isabelle II |                               |       |
| Isabelle de Bourbon (1851-1931)             |               | Isabelle II | 1851, fille ainée d'Isabelle II. | 1857, naissance de son frère le suivant |                               |       |
| Alphonse de Bourbon (1857-1885)             |               | Isabelle II | 1857, premier fils d'Isabelle II | 1868, révolution libérale. Titre utilisé en exil jusqu'en 1874, quand il devient roi d'Espagne sous le nom d'Alphonse XII |                               |       |
| Emmanuel-Philibert de Savoie (1869-1931)    |               | Amédée Ier | 1870, élection de son père au trône d'Espagne. Il reçoit le serment des Cortes en 1871.                                                       | 1873, abdication de son père et proclamation de la Première République espagnole |                               |       |
| Isabelle de Bourbon (1851-1931)             |               | Alphonse XII | 1875, retour au pouvoir de son frère Alphonse XII                                                                                             | 1880, naissance de sa nièce la suivante | Gaëtan de Bourbon-Siciles     |       |
| María de las Mercedes de Borbón (1880-1904) |               | Alphonse XII | 1880, fille aînée d'Alphonse XII | À la mort de son père, elle reste provisoirement princesse en raison de la grossesse de sa mère. L'enfant posthume d'Alphonse XII étant un fils, Marie reste héritière présomptive et conserve son titre au nom de son frère qui est immédiatement proclamé sous le nom d'Alphonse XIII. Meurt en 1904. | Charles de Bourbon-Sicile     |       |
| María de las Mercedes de Borbón (1880-1904) | Alphonse XIII | | 1880, fille aînée d'Alphonse XII | À la mort de son père, elle reste provisoirement princesse en raison de la grossesse de sa mère. L'enfant posthume d'Alphonse XII étant un fils, Marie reste héritière présomptive et conserve son titre au nom de son frère qui est immédiatement proclamé sous le nom d'Alphonse XIII. Meurt en 1904. | Charles de Bourbon-Sicile     |       |
| Alphonse de Bourbon-Siciles (1901-1964)     |               | 1904, mort de sa mère la précédente. Reconnu héritier de la couronne, il ne reçoit cependant pas le titre de prince des Asturies. | 1907, naissance de son cousin le suivant, fils d'Alphonse XIII                                                                                | |                               |       |
| Alphonse de Bourbon (1907-1938)             |               | 1907, fils aîné d'Alphonse XIII                                                                                                   | 1931, proclamation de la Seconde République espagnole.                                                                                        | Edelmira Sampedro y Robato Marta Esther Rocafort-Altuzarra |                               |       |
| 1931 – 1977 : pas de titulaire              |               | | | |                               |       |
| Felipe de Borbón y Grecia (1968)            |               | Juan Carlos Ier | 1977, fils aîné de Juan Carlos Ier. Titré prince des Asturies par décret royal.                                                               | 2014, abdication de son père, avènement comme roi d'Espagne sous le nom de Felipe VI | Letizia Ortiz                 | [ 5 ] |
| Leonor de Borbón y Ortiz (2005)             |               | Felipe VI | 2014, fille aînée du précédent. | Princesse des Asturies en titre |                               |       |

## Titre de courtoisie

### Branche carliste
| « Prince »                     | Portrait | Héritier de        | Avènement                                                 | Perte du titre                | Consorts | Armoiries |
| ------------------------------ | -------- | ------------------ | --------------------------------------------------------- | ----------------------------- | -------- | --------- |
| Charles de Bourbon (1818-1861) |          | Charles d'Espagne  | 1835, proclamé « prince des Asturies » par les carlistes. | 1845, abdication de son père. |          |           |
| Jacques de Bourbon (1870-1931) |          | Charles de Bourbon | 1870, proclamé « prince des Asturies » par les carlistes. | 1909, mort de son père.       |          |           |

### Branche alphonsiste
| « Prince »                            | Portrait | Héritier de   | Avènement | Perte du titre | Consorts                                                   | Armoiries |
| ------------------------------------- | -------- | ------------- | --- | --- | ---------------------------------------------------------- | --------- |
| Alphonse de Bourbon (1907-1938)       |          | Alphonse XIII | 1931, proclamation de la Seconde République espagnole. | Il continue à utiliser le titre en exil puis cède ses droits à la couronne à son frère le suivant en 1933.                                                                                   | Edelmira Sampedro y Robato Marta Esther Rocafort-Altuzarra |           |
| Jacques de Bourbon (1908-1975)        |          | Alphonse XIII | 1933, renonciation de son frère aîné à ses droits en exil. | 1933, il cède ses droits à la couronne à son frère le suivant. Il reprend ses droits en 1949, et conteste le titre de courtoisie de « prince des Asturies » porté par son neveu Juan Carlos. | Emmanuelle de Dampierre Charlotte Tiedemann                |           |
| Juan de Borbón (1913-1993)            |          | Alphonse XIII | 1933, renonciation de ses frères aînés à leurs droits en exil. | 1941, concession du titre de courtoisie à son fils le suivant. | María de las Mercedes de Bourbon-Siciles                   |           |
| Juan Carlos de Borbón y Borbón (1938) |          |               | 1941, concession du titre de courtoisie par son père le précédent. Également titré prince d'Espagne par le dictateur Francisco Franco en qualité d'héritier comme roi à partir de 1969. | 1975, avènement comme roi d'Espagne sous le nom de Juan Carlos Ier. | Sophie de Grèce                                            |           |